# Lingua fang
La lingua fang o fang è una lingua niger-kordofaniana parlata principalmente in Gabon e in Guinea Equatoriale, mentre è parlata in misura minore in Camerun, Repubblica del Congo e São Tomé e Príncipe.